# Халбемонд
Халбемонд (њем. Halbemond) општина је у њемачкој савезној држави Доња Саксонија. Једно је од 24 општинска средишта округа Аурих. Према процјени из 2010. у општини је живјело 1.066 становника. Посједује регионалну шифру (AGS) 3452010.

## Географски и демографски подаци
Халбемонд се налази у савезној држави Доња Саксонија у округу Аурих. Општина се налази на надморској висини од 1 метара. Површина општине износи 6,6 km². У самом мјесту је, према процјени из 2010. године, живјело 1.066 становника. Просјечна густина становништва износи 163 становника/km².